# Ii Naosuke
Ii Naosuke (井伊 直弼?   29 de noviembre de 1815 - 3 de marzo de 1860) fue un señor feudal de Hikone y Tairō de Japón, posición que el mantuvo desde el 23 de abril de 1858 hasta su muerte. Es famoso por la firma del Tratado de Kanagawa con los Estados Unidos, abriendo los puertos y dando inmunidad a los Comerciantes y Marineros Estadounidenses. Fue también un entusiasta y experto practicante de la Ceremonia Japonesa del Té en el estilo Sekishūryū, y en sus escritos tiene por lo menos dos trabajos realizados sobre la Ceremonia del Té.

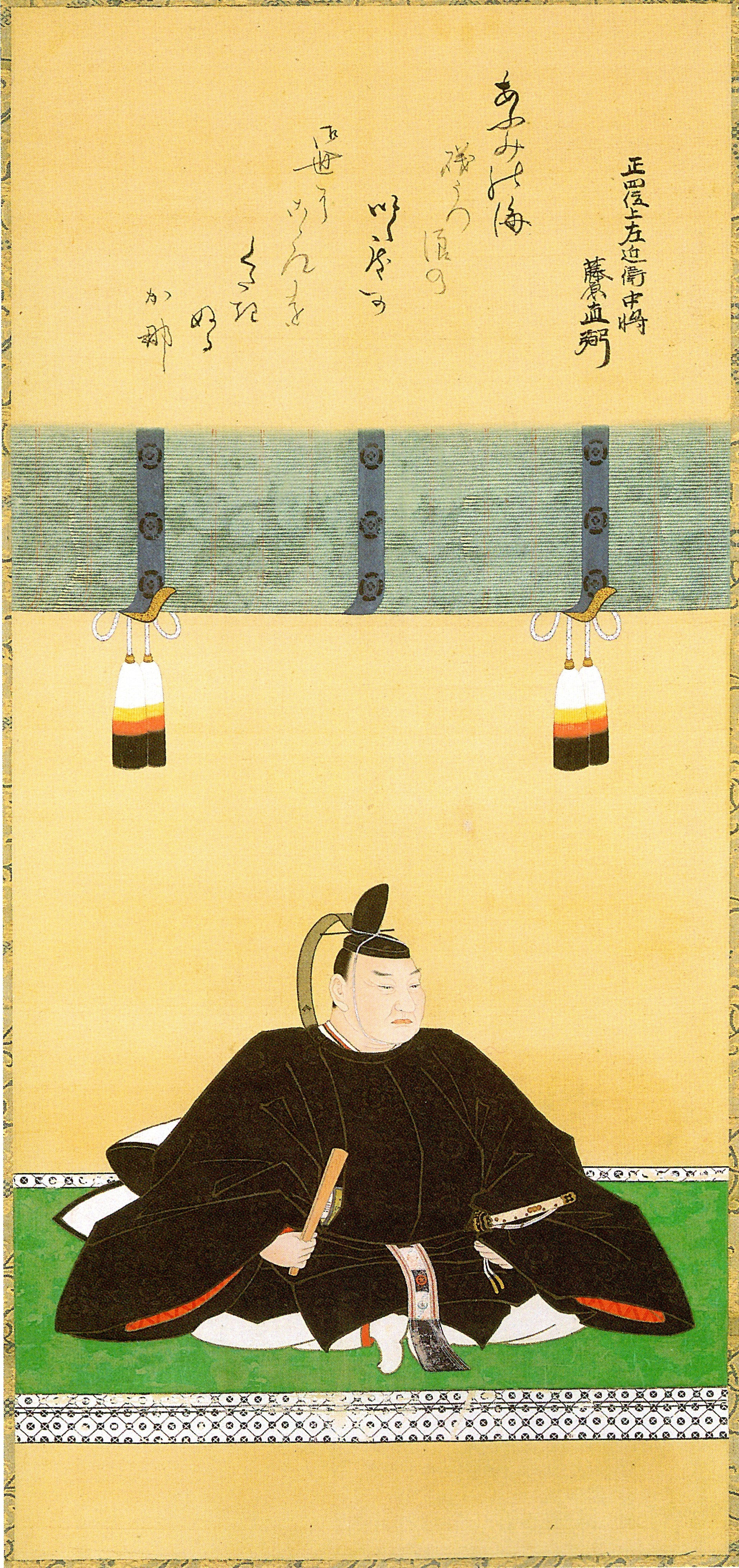
Dibujo que representa a li Naosuke

Fue el 14.º hijo (ilegítimo) de Ii Naonaka, daimyō de Hikone (Provincia de Omi, que es la actual Prefectura de Shiga). Debido a su baja categoría dentro de su familia, no tenía muchas posibilidades de tomar una posición de importancia por lo que fue enviado a un Templo Budista y subsistió con un mísero y pobre estilo de vida durante su infancia.
Sin embargo, los hermanos mayores de Ii gradualmente murieron o fueron adoptados por otras familias, dando lugar para que el herede las tierras de su padre. En 1850, el último hermano mayor de Ii murió, por lo que él heredó el han de Hikone.
Ii Naosuke estuvo activo en las reformas del sistema bakuhan taisei, tanto como en la defensa de la Bahía de Tokio durante el arribo de Matthew C. Perry.
En 1858, cuando el shōgun Tokugawa Iesada enfermó, él como daimyō tuvo que participó en la discusión sobre quien debía ser el gobernante interino en Japón. Ii Naosuke ganó la elección para Tairō derrotando a Hitotsubashi Keiki, quien tenía el apoyo de los Tozama, los daimyō del oeste.
Ii Naosuke estuvo a favor de la apertura de Japón a Occidente, lo que causó fricciones con los rebeldes del sonnō jōi que apoyaban la expulsión de los “bárbaros” del país. Él procuró frenar a la oposición con la purga de Ansei, en la que arrestó o ejecutó a más de cien líderes de la postura del Aislamiento.
Fue asesinado en 1860 de noche por una banda de 17 rōnin cerca de la entrada Sakurada, Castillo Edo (actual Palacio Imperial de Japón). El hecho se conoce como el incidente de Sakuradamon.
- Datos: Q716940
- Multimedia: Ii Naosuke / Q716940